# マイク・ブラウン (バスケットボールコーチ)
マイケル・バートン・ブラウン（Michael Burton Brown、1970年3月5日 - ）は、アメリカ合衆国・オハイオ州コロンバス出身のバスケットボール指導者。

## 経歴
オハイオ州コロンバスで誕生した後、父親がアメリカ軍に従軍していた関係でドイツのヴュルツブルクで育ち、1988年に現地の高校を卒業した。バスケットボール、フットボール、野球などで優れた素質を示したブラウンはサンディエゴのコミュニティカレッジに2年間通ったのち、サンディエゴ大学に進学して1992年に同大学を卒業した。
1992年、ブラウンのNBAのキャリアはデンバー・ナゲッツで始まった。ダン・イッセルのもとでビデオの管理とスカウティングを担当した。1997年、ワシントン・ウィザーズに移り、最初の2年間はバーニー・ビッカースタッフのもとでアシスタントコーチを務め、最後の1年はチームのスカウトとして貢献した。
2000年、ブラウンはグレッグ・ポポヴィッチによってサンアントニオ・スパーズのアシスタントコーチに招聘される。ブラウンのいる間、スパーズは毎年58勝以上した。
2003年にスパーズがNBAチャンピオンになるとブラウンはインディアナ・ペイサーズに引き抜かれ、リック・カーライルのアシスタントコーチに付いた。ブラウンが移籍した最初の年、ペイサーズはリーグ最高の61勝をあげ、イースタンカンファレンスファイナル出場を果たした。ブラウンはアシスタントコーチとして勝率.629の成績を残した。
2005年、ブラウンはブレンダン・マローンの後任としてクリーブランド・キャバリアーズのヘッドコーチに就任した。36歳のリーグでニュージャージー・ネッツのローレンス・フランクに次いで2番目に若いヘッドコーチの誕生であった。
2007年6月2日、キャバリアーズはデトロイト・ピストンズを破り、チーム史上初となるイースタンカンファレンス優勝を果たした。しかし、その後のNBAファイナルではサンアントニオ・スパーズに敗れた。
2008-09シーズンには66勝16敗のチーム史上最高勝率を残し最優秀コーチ賞に選ばれた。この年のオールスターゲームではイースタン・カンファレンスの指揮を執っている。
2009-2010シーズン、チームは61勝をあげたがカンファレンスセミファイナルでボストン・セルティックスに2勝4敗で敗れた。2年連続で60勝以上をあげたチームがNBAファイナルに出場できないのは初めてのことであった。同年5月24日、彼は解任された。同年12月からはESPNでスタジオアナリストも務めた。

2010-2011年シーズンを最後に退任したフィル・ジャクソンの後継者としてロサンゼルス・レイカーズヘッドコーチに就任することとなったが、2012-2013シーズンは、プレシーズンから連敗を喫すなど成績不振を理由にヘッドコーチを解任された。
2013年4月24日、クリーブランド・キャバリアーズのヘッドコーチに再任された。2013-14シーズン、33勝49敗と成果を出せずに終わり、再び解任された。
2016年7月3日、ゴールデンステート・ウォリアーズのアシスタントコーチに就任。カンファレンスプレーオフでは、病気で一時現場を離れたスティーブ・カーヘッドコーチに代わり暫定で指揮を執るなど、チームを纏め、NBAチャンピオンに貢献した。
2022年5月9日、サクラメント・キングスのヘッドコーチに就任した。就任1年目の2022-23シーズンに48勝34敗の成績を収め、キングスを2005-06シーズン以来、実に17年ぶりのプレーオフ進出に導いた。ブラウンはそのシーズンに自身2度目となるNBA最優秀コーチ賞を受賞した。2023-24シーズン終了後3年間契約を延長したが、2024-25シーズンの12月、13勝18負と負けが込んだ状態になると、成績不振により解任された。

## ヘッドコーチ成績
| チーム | シーズン | G   | W   | L    | W–L% | シーズン結果    | PG | PW | PL   | PW–L% | 最終結果                 |
| ------ | -------- | --- | --- | ---- | ---- | --------------- | -- | -- | ---- | ----- | ------------------------ |
| CLE    | 2005–06  | 82  | 50  | 32   | .610 | セントラル2位   | 13 | 7  | 6    | .538  | カンファレンス準決勝敗退 |
| CLE    | 2006–07  | 82  | 50  | 32   | .610 | セントラル2位   | 20 | 12 | 8    | .600  | NBAファイナル敗退        |
| CLE    | 2007–08  | 82  | 45  | 37   | .549 | セントラル2位   | 13 | 7  | 6    | .538  | カンファレンス準決勝敗退 |
| CLE    | 2008–09  | 82  | 66  | 16   | .805 | セントラル1位   | 14 | 10 | 4    | .714  | カンファレンス決勝敗退   |
| CLE    | 2009–10  | 82  | 61  | 21   | .744 | セントラル1位   | 11 | 6  | 5    | .545  | カンファレンス準決勝敗退 |
| LAL    | 2011–12  | 66  | 41  | 25   | .621 | パシフィック1位 | 12 | 5  | 7    | .417  | カンファレンス準決勝敗退 |
| LAL    | 2012–13  | 5   | 1   | 4    | .200 | (解任)          | —  | —  | —    | —     | —                        |
| CLE    | 2013–14  | 82  | 33  | 49   | .402 | セントラル3位   | —  | —  | —    | —     | プレーオフ不出場         |
| SAC    | 2022–23  | 82  | 48  | 34   | .585 | パシフィック1位 | 7  | 3  | 4    | .429  | 1回戦敗退                |
| SAC    | 2023–24  | 82  | 46  | 36   | .561 | パシフィック4位 | —  | —  | —    | —     | プレーオフ不出場         |
| SAC    | 2024–25  | 31  | 13  | 18   | .419 | (解任)          | —  | —  | —    | —     | —                        |
| 通算   | 758      | 454 | 304 | .599 |      | 90              | 50 | 40 | .556 |       |                          |